# 辽中站
辽中站是位于中华人民共和国辽宁省沈阳市辽中区蒲西街道的铁路车站，经过铁路为京哈铁路（秦沈客运专线），建于2003年，由沈阳局集团锦州车务段管辖。

## 车站结构
车站规模为2台4線，为地面車站。

## 車站周邊
- 京哈高速公路

## 歷史
- 建于2003年。

## 接驳交通
Template:沈阳公交路线列表